# Lou Angotti
Louis Frederick Angotti, dit Lou Angotti, né le 16 janvier 1938 à Toronto (Canada) et mort le 16 septembre 2021 à Fort Lauderdale est un joueur professionnel de hockey sur glace. Il jouait ailier droit en Amérique du Nord.

## Biographie
Il commence sa carrière dans l'association de hockey de l'Ontario - aujourd'hui ligue de hockey de l'Ontario - pour les St. Michael's Majors de Toronto en 1955 puis joue dans des ligues mineures avant de faire ses débuts dans la Ligue nationale de hockey en 1964-1965 en jouant pour les Rangers de New York. Il joue ensuite pour les Black Hawks de Chicago avant d'être repêché par les Flyers de Philadelphie au cours du repêchage d'expansion de la LNH 1967.
Il devient le premier capitaine de l'histoire de la franchise mais n'y reste qu'une saison avant d'aller jouer avec les Penguins de Pittsburgh en 1968-1969. Il retourne à Chicago pour quatre saisons avant d'aller jouer chez les Blues de Saint-Louis.
Il finit sa carrière lors de la saison 1974-1975 dans l'Association mondiale de hockey avec les Cougars de Chicago.
Au cours de sa dernière saison dans la LNH chez les Blues, il remplace en cours de saison 1973-1974 l'entraîneur et porte alors la double casquette d'entraîneur-joueur. Il reste un peu moins de deux saisons à la tête de l'équipe et entraîne ensuite diverses franchises en ligue mineures avant de diriger les Penguins pour la saison 1983-1984 pour sa dernière saison en tant qu'entraîneur.
Il meurt le 16 septembre 2021 à 83 ans.

## Statistiques
| Saison     | Équipe                          | Ligue      |    | Saison régulière | Saison régulière | Saison régulière | Saison régulière | Saison régulière |   | Séries éliminatoires | Séries éliminatoires | Séries éliminatoires | Séries éliminatoires | Séries éliminatoires |
| Saison     | Équipe                          | Ligue      | PJ | B                | A                | Pts              | Pun              | PJ               | B | A                    | Pts                  | Pun                  |                      |                      |
| 1955-1956  | St. Michael's Majors de Toronto | AHO        | 48 | 6                | 6                | 12               | 0                |                  |   |                      |                      |                      |                      |                      |
| 1956-1957  | St. Michael's Majors de Toronto | AHO        | 52 | 12               | 19               | 31               | 0                |                  |   |                      |                      |                      |                      |                      |
| 1959-1960  | Huskies de Michigan Tech        | NCAA       | 30 | 18               | 21               | 39               | 30               |                  |   |                      |                      |                      |                      |                      |
| 1960-1961  | Huskies de Michigan Tech        | NCAA       | 28 | 25               | 17               | 42               | 52               |                  |   |                      |                      |                      |                      |                      |
| 1961-1962  | Huskies de Michigan Tech        | NCAA       | 31 | 28               | 23               | 51               | 50               |                  |   |                      |                      |                      |                      |                      |
| 1962-1963  | Tigers de Kitchener-Waterloo    | AHO Sr     |    |                  |                  |                  |                  |                  |   |                      |                      |                      |                      |                      |
| 1962-1963  | Americans de Rochester          | LAH        | 39 | 16               | 15               | 31               | 19               | 1                | 0 | 0                    | 0                    | 0                    |                      |                      |
| 1963-1964  | Americans de Rochester          | LAH        | 60 | 15               | 30               | 45               | 28               | 2                | 1 | 1                    | 2                    | 0                    |                      |                      |
| 1964-1965  | Rangers de New York             | LNH        | 70 | 9                | 8                | 17               | 20               |                  |   |                      |                      |                      |                      |                      |
| 1965-1966  | Braves de Saint-Louis           | CPHL       | 8  | 10               | 8                | 18               | 4                |                  |   |                      |                      |                      |                      |                      |
| 1965-1966  | Rangers de New York             | LNH        | 21 | 2                | 2                | 4                | 2                |                  |   |                      |                      |                      |                      |                      |
| 1965-1966  | Black Hawks de Chicago          | LNH        | 30 | 4                | 10               | 14               | 12               | 6                | 0 | 0                    | 0                    | 2                    |                      |                      |
| 1966-1967  | Black Hawks de Chicago          | LNH        | 63 | 6                | 12               | 18               | 21               | 6                | 2 | 1                    | 3                    | 2                    |                      |                      |
| 1967-1968  | Flyers de Philadelphie          | LNH        | 70 | 12               | 37               | 49               | 35               | 7                | 0 | 0                    | 0                    | 2                    |                      |                      |
| 1968-1969  | Penguins de Pittsburgh          | LNH        | 71 | 17               | 20               | 37               | 36               |                  |   |                      |                      |                      |                      |                      |
| 1969-1970  | Black Hawks de Chicago          | LNH        | 70 | 12               | 26               | 38               | 25               | 8                | 0 | 0                    | 0                    | 0                    |                      |                      |
| 1970-1971  | Black Hawks de Chicago          | LNH        | 65 | 9                | 16               | 25               | 19               | 16               | 3 | 3                    | 6                    | 9                    |                      |                      |
| 1971-1972  | Black Hawks de Chicago          | LNH        | 65 | 5                | 10               | 15               | 23               | 6                | 0 | 0                    | 0                    | 0                    |                      |                      |
| 1972-1973  | Black Hawks de Chicago          | LNH        | 77 | 15               | 22               | 37               | 26               | 16               | 3 | 4                    | 7                    | 2                    |                      |                      |
| 1973-1974  | Blues de Saint-Louis            | LNH        | 51 | 12               | 23               | 35               | 9                |                  |   |                      |                      |                      |                      |                      |
| 1974-1975  | Cougars de Chicago              | AMH        | 26 | 2                | 5                | 7                | 9                |                  |   |                      |                      |                      |                      |                      |
| Totaux LNH | Totaux LNH                      | Totaux LNH |    | 653              | 103              | 186              | 289              | 228              |   | 65                   | 8                    | 8                    | 16                   | 17                   |